# Wychodne
Wychodne – wieś w Polsce położona w województwie podlaskim, w powiecie suwalskim, w gminie Suwałki.
W latach 1954–1968 wieś należała i była siedzibą władz gromady Wychodne, po jej zniesieniu w gromadzie Poddubówek. W latach 1975–1998 miejscowość administracyjnie należała do województwa suwalskiego.